# Золота троянда (нагорода папи римського)

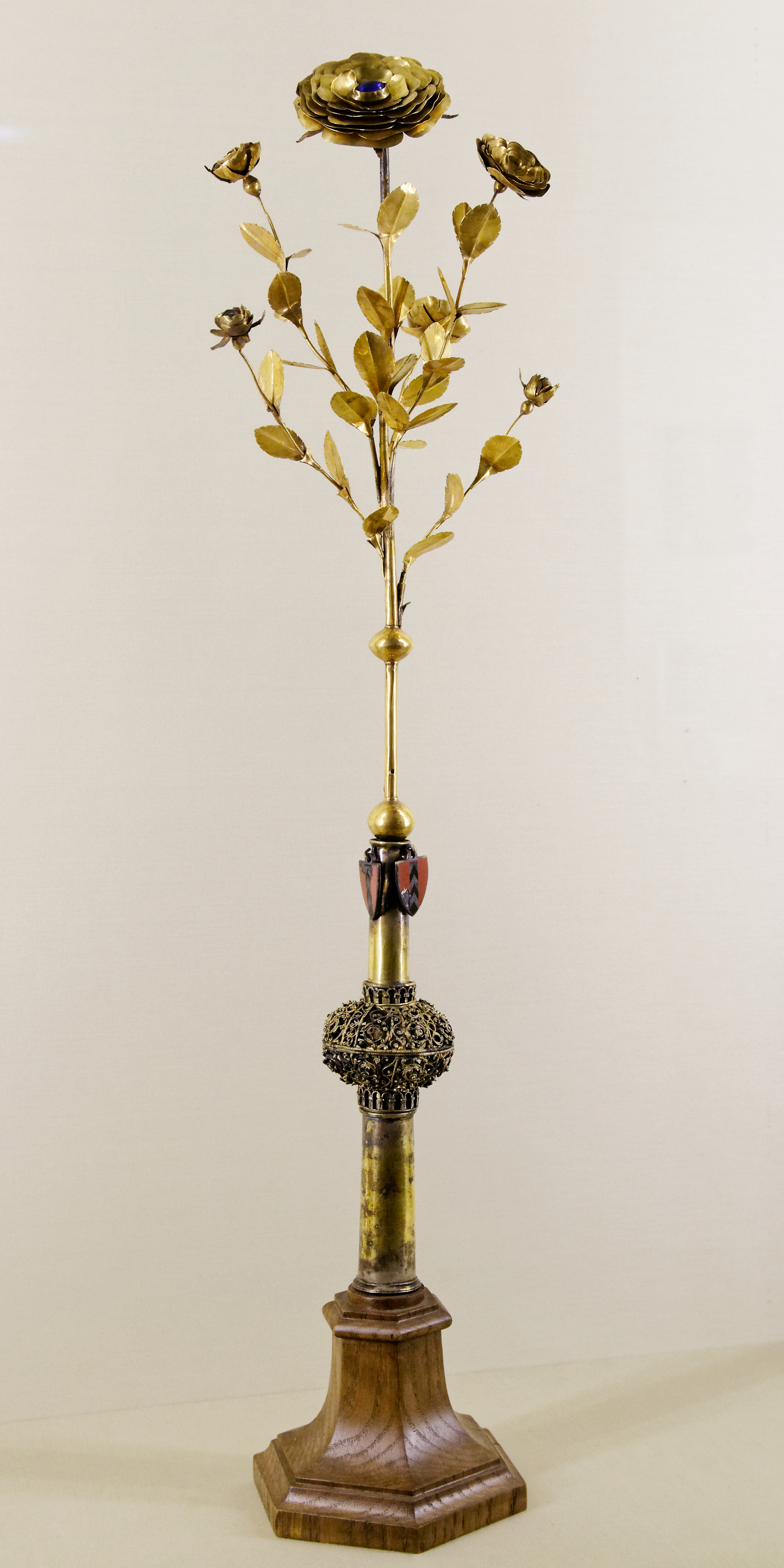
Золота троянда

Золота троянда (лат. rosa aurea) — подарунок Папи, ювелірний виріб у вигляді троянди, виконаний з золота. З XI століття підноситься як знак відзнаки будь-якій особі можновладного дому або церкви. Церемонія вручення відбувається в четверту неділю Великого посту, названу в католицизмі неділею троянд. 
У католицьких легендах троянда вважається небесною покровителькою та захисницею добрих справ. У Середньовіччі троянду часто посилали благочестивим монархам-католикам, однак в Новий час частіше стали підносити дружинам монархів або жінкам-монархам у своєму праві. Останнім з чоловіків троянду отримав венеційський дож Франческо Лоредан у 1759, з жінок — велика герцогиня люксембурзька Шарлотта в 1956. Після неї одержувачами були лише різні церкви та церковні установи.

## Деякі нагороджені
- Найбільшу кількість золотих троянд (5) отримав собор Святого Петра в Римі.
- Один раз (у 1452) троянда вручена подружній парі: імператору Священної Римської імперії Фрідріху III і його дружині імператриці Елеонорі з нагоди їхньої коронації.
- У рідкісних випадках золота троянда вручалася державам: в 1419 — Флорентійській республіці, в 1564 — Республіці Лукка.